# Le Roi des ombres
Singles de -M-
Les Piles
(2008) Est-ce que c'est ça ?
(2009)
Le Roi des ombres est un single de -M- sorti le 21 juillet 2009, figurant sur l'album Mister Mystère sorti en août-septembre de la même année.